# Caio Márcio Coriolano
Caio Márcio Coriolano (em latim: Gaius Marcius ou Caius Martius Coriolanus) foi um general da gente Márcia da República Romana no século V a.C. Ele recebeu seu cognome toponímico, "Coriolano", por causa do excepcional valor demonstrado no cerco romano à cidade volsca de Corioli. Posteriormente foi exilado de Roma e liderou os próprios volscos em um cerco a Roma. Segundo Plutarco, entre seus ancestrais estavam proeminentes patrícios como Censorino e Anco Márcio, o quarto rei de Roma.
Posteriormente, ainda na antiguidade, era geralmente aceito como histórica a existência de Coriolano e uma narrativa consensual de sua história apareceu, recontada pelos principais historiadores da época, como Lívio, Plutarco e Dionísio de Halicarnasso. Estudos modernos, porém, colocam em dúvida a existência do grande general, considerando-o uma figura inteiramente lendária ou, pelo menos, disputando a acuracidade da história convencional de sua vida ou a datação dos principais eventos.
Sua história foi a base para a tragédia "Coriolano", de William Shakespeare, e de diversas outras obras, incluindo Ouvertüre Coriolan op.62, de Beethoven (que se baseou na peça "Coriolan", de Heinrich Joseph von Collin).

## Biografia consensual

### Cerco de Corioli
Coriolano ficou famoso ainda jovem servindo no exército do cônsul Póstumo Comínio Aurunco, em 493 a.C., durante o cerco da cidade volsca de Corioli. Enquanto os romanos estavam concentrados no cerco, uma outra força volsca chegou de Âncio e atacou os romanos, o que levou a um ataque simultâneo dos habitantes da cidade. Caio Márcio era o responsável pela vigilância no momento do ataque e rapidamente juntou uma pequena força de soldados para lutar contra os volscos que saíram de Corioli para atacá-los. Não apenas ele conseguiu repeli-los, mas também conseguiu atravessar os portões da cidade e incendiou algumas das casas que beiravam a muralha. Os cidadãos começaram a gritar e toda a força volsca se desesperou imaginando que a cidade havia caído e acabou derrotada pelos romanos. A cidade foi capturada e Márcio recebeu o cognome de "Coriolano" por sua bravura.

### Conflito e exílio
Em 491 a.C., dois anos depois da vitória de Coriolano sobre os volscos, Roma estava se recuperando de uma falta de cereais. Uma importante quantidade era importada da Sicília e o Senado debatia a melhor forma de distribuir os alimentos para a plebe. Coriolano defendeu que os cereais só deveriam ser distribuídos se fossem revertidas as duas medidas pró-plebeias aprovadas depois da primeira secessão da plebe, no ano anterior.
O Senado considerou a proposta dura demais, mas a população ficou furiosa e os recém-criados tribunos da plebe o colocaram em julgamento. Os senadores lutaram pela absolvição de Coriolano ou, pelo menos, por uma sentença misericordiosa. Porém, Coriolano desafiou os plebeus e se recusou a aparecer na corte no dia de seu julgamento e acabou condenado in absentia.

### Deserção para os volscos

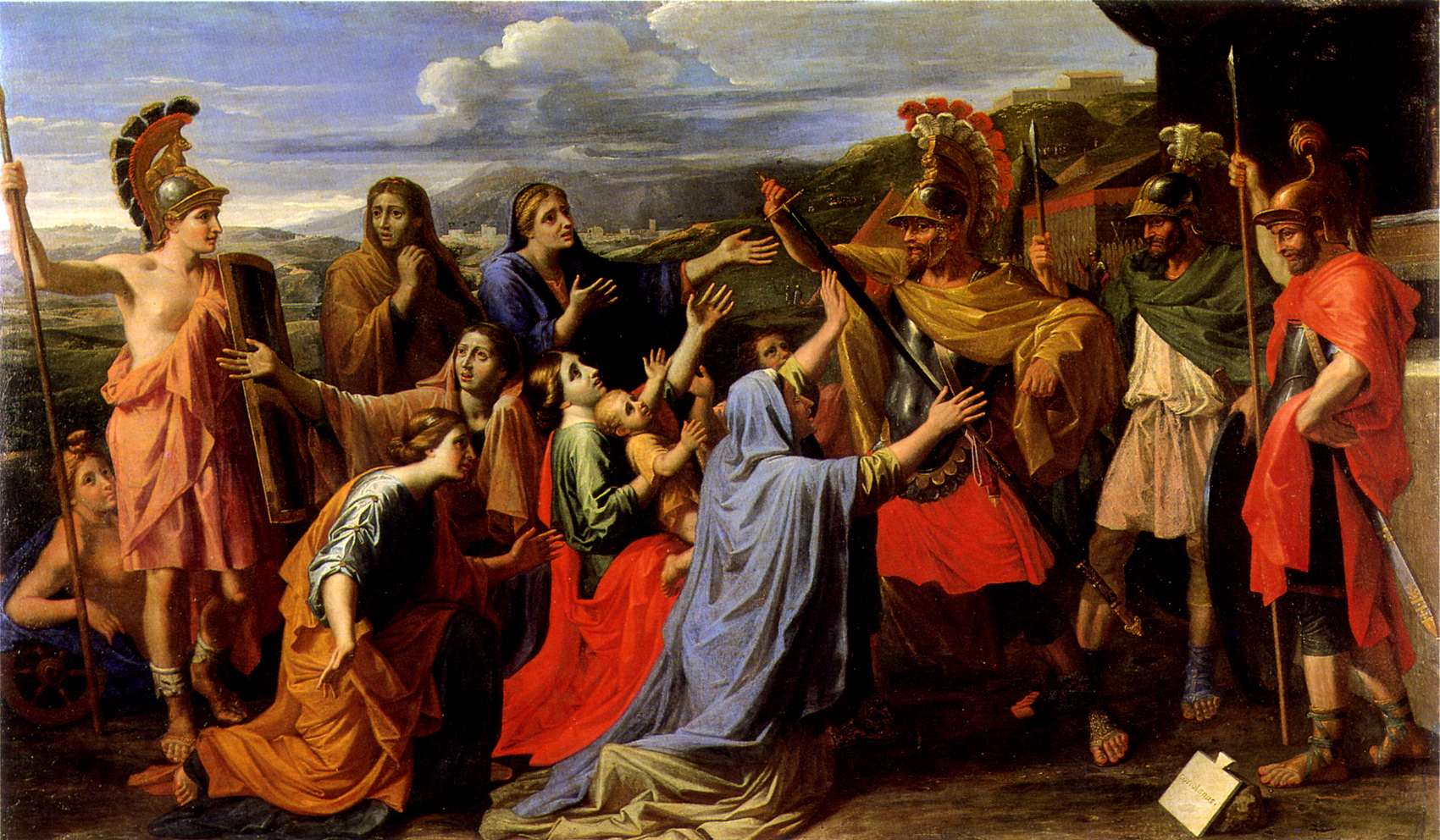
"Romanas imploram a Coriolano".
1652-3. Por Nicolas Poussin, no Museu Nicolas Poussin, em Les Andelys, França.

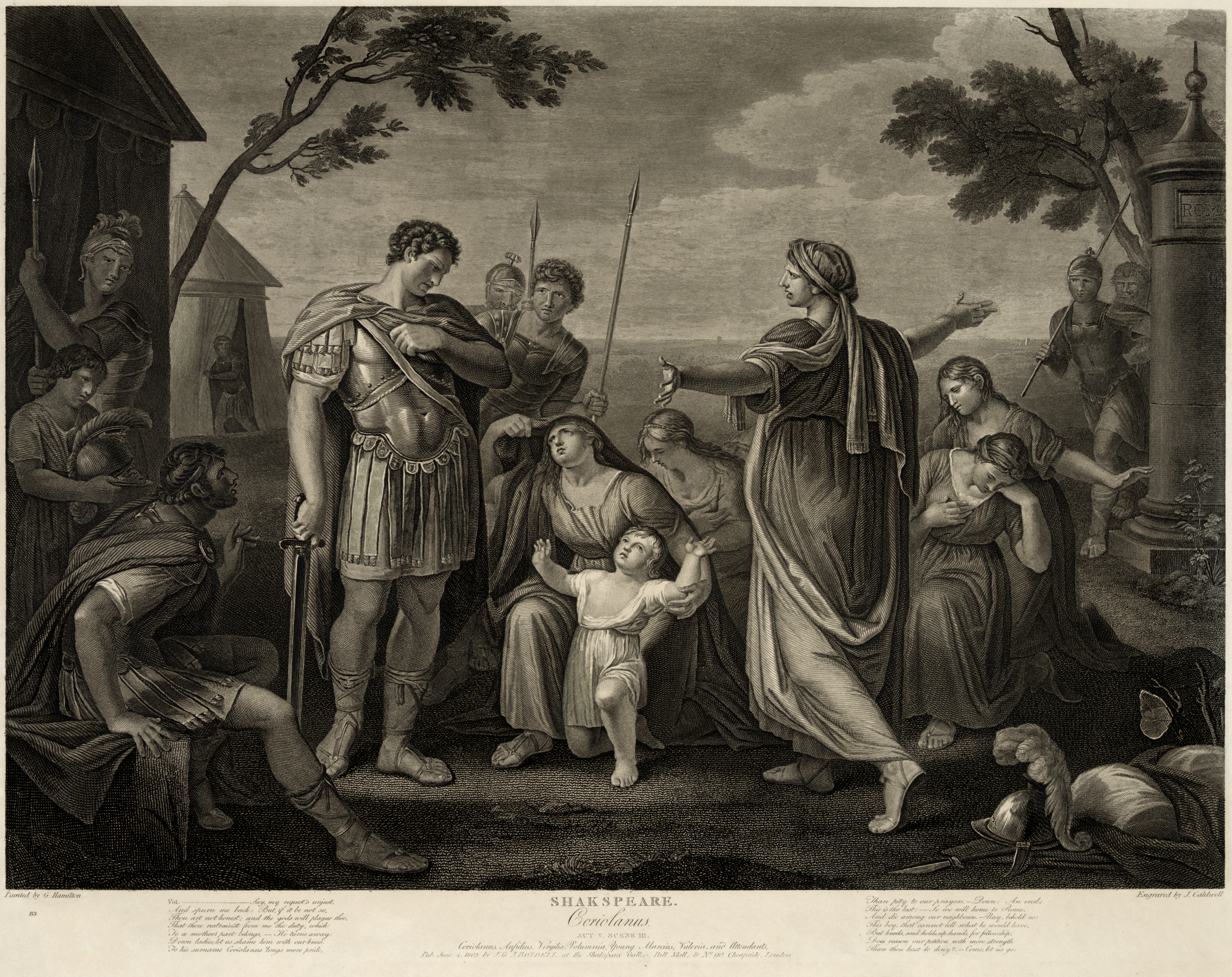
Volúmnia, a esposa de Coriolano, pede que ele poupe Roma. Cena da peça "Coriolano", de Shakespeare (Ato V, cena 3)
Séc. XVIII. Gravura de Gavin Hamilton.

#### Invasão do Lácio
Coriolano então fugiu para os volscos e pediu asilo. Foi recebido e tratado com respeito, passando a morar na mansão do líder volsco, Átio Tulo Aufídio. O relato de Plutarco sobre esta deserção conta que Coriolano teria se disfarçado e entrado na casa de Aufídio como um fugitivo. Os dois então conseguiram convencer os volscos a violarem a trégua com Roma e prepararam um exército para invadir. Lívio conta que Aufídio enganou o Senado Romano, forçando-o a expulsar os volscos de Roma durante a celebração dos Jogos Romanos, criando o ímpeto para a guerra entre os volscos.
Em 488 a.C., Coriolano e Aufício lideraram o exército volsco contra cidades, colônias e aliados de Roma, expulsando todos os colonos de Circeios. Em seguida, os dois conseguiram retomar as antigas cidades de Sátrico, Longula, Polusca e Corioli. Sem interrupção, os volscos capturaram ainda Lavínio, depois Córbio, Vitélia, Trébia, Lavici e Pedo.

#### Cerco de Roma (488 a.C.)
O passo final da campanha foi marchar até Roma, que foi cercada. Os volscos inicialmente acamparam na trincheira cluiliana, a oito quilômetros de Roma, e passaram a arrasar a zona rural. Vingativo, Coriolano guiou as forças volscas contra propriedades plebeias e poupou as patrícias.
Os cônsules , Espúrio Náucio Rutilo e Sexto Fúrio Medulino, prepararam as defesas da cidade, mas os plebeus imploraram para que eles pedissem a paz. O Senado se reuniu e concordou em enviar emissários ao inimigo, todos de status consular, entre eles Espúrio Lárcio, Quinto Sulpício Camerino e Póstumo Comínio Aurunco. Da primeira vez, Coriolano recusou a paz. Da segunda, os embaixadores sequer conseguiram entrar no acampamento. Em seguida, sacerdotes, com suas vestes e regalias, foram enviados, mas não conseguiram nada diferente dos embaixadores.
Em seguida, a mãe de Coriolano, Vetúria (chamada de Volúmnia na peça de Shakespeare) e sua esposa Volúmnia (chamada de Virgília na peça) e os dois filhos deles, juntamente com as matronas de Roma, foram até o acampamento volsco e imploraram a Coriolano que parasse de atacar Roma. Coriolano finalmente cedeu e levantou seu acampamento, terminando o cerco. Roma homenageou o serviço prestado pelas mulheres com a construção do Templo da Fortuna das Mulheres (uma divindade feminina).

#### Anos finais
O destino de Coriolano depois deste ponto é incerto, mas aparentemente ele não participou mais da guerra.
A versão de Plutarco do pedido de Coriolano a Aufídio é muito semelhante à história da vida de Temístocles, um líder da democracia ateniense, contemporâneo de Coriolano. Durante o exílio de Temístocles de Atenas, ele viajou até a casa de Admeto, rei dos molossos, que era seu inimigo pessoal. Ele teria chegado disfarçado e apelou ao rei como um fugitivo, exatamente como Coriolano fez. Temístocles, porém, jamais realizou nenhuma campanha retaliatória contra Atenas.

## Ceticismo
Alguns estudiosos modernos questionam partes da história de Coriolano. É notável que os relatos da vida de Coriolano só aparecem em obras do século III a.C., mais de 200 anos depois de sua morte, e há poucos registros históricos autoritativos sobreviventes anteriores saque pelos gauleses em 387 a.C.. Se o próprio Coriolano é ou não uma figura história, sua saga preserva uma memória popular genuína das obscuras e infelizes décadas do início do século V a.C., quando os volscos invadiram o Lácio e ameaçaram a própria existência de Roma.